# باررو (ایلینوی)
باررو (به انگلیسی: Barrow) یک منطقهٔ مسکونی در ایالات متحده آمریکا است که در ایلینوی واقع شده‌است.